# Dematiaceae
Ce taxon est aujourd'hui obsolète.
Famille
La famille des Dematiaceae, ou Dematiacées est une famille de champignons autrefois classée dans les deutéromycètes. De nombreuses espèces de la famille sont des pathogènes végétaux, voir par exemple les Botrytis, les Alternaria, les Cladosporium ou les Cercospora. Il s'agit de champignons à conidiophores simples ou ramifiés, insérés directement sur le thalle et ne présentant donc pas de fructifications complexes comme les pycnides. Les conidiophores sont plus ou moins colorés contrairement aux moniliacées où ils sont hyalins.

## Liste des genres
Selon ITIS (1 juin 2013) :
- genre Alternaria Nees Von Esenb. Ex Fries
- genre Asteromyces Moreau & Moreau Ex Henne., 1962
- genre Cirrenalia Meyers & Moore, 1960
- genre Cladosporium Link Ex Fries, 1815
- genre Cremasteria Meyers & Moore, 1960
- genre Dendryphiella Bubak & Ranojevic, 1914
- genre Dictyosporium Corda, 1836
- genre Humicola Traaen, 1914
- genre Monodictys S. J. Hughes, 1958
- genre Orbimyces Linder, 1944
- genre Periconia Tode Ex Fries, 1791
- genre Sporidesmium Link Ex Fries, 1821
- genre Stemphylium Wallroth, 1833
- genre Trichocladium Harz, 1871
- genre Zalerion Moore & Meyers, 1962